# Trouble (2019)
Trouble is een komische computeranimatiefilm uit 2019 geregisseerd door Kevin Johnson met de stemmen van o.a. Sean "Big Sean" Anderson, Pamela Adlon en Lucy Hale. De film werd opgedragen aan Linus, de in 2017 overleden hond van uitvoerend producent Conrad Vernon.

## Plot
Een verwende huishond krijgt alles wat hij maar wil, tot zijn rijke eigenaresse overlijdt. Vervolgens wordt hij door hebberige familieleden van zijn voormalige eigenaresse uit huis gezet en nu moet hij een nieuw baasje vinden.

## Stemverdeling
| Personage                    | Originele stem     | Nederlandse/Vlaamse stem                   | Franse stem          |
| ---------------------------- | ------------------ | ------------------------------------------ | -------------------- |
| Trouble                      | Sean Anderson      | Ricardo Blei Dieter Troubleyn              | Elie Sumoun          |
| Zoe Bell                     | Lucy Hale          | Stefania Liberakakis Charlie Van Den Begin | Margaux Maillet      |
| Rousey                       | Pamela Adlon       | Dorien Haan                                | Céline Ronté         |
| Claire                       | Marissa Winokur    | Jantine van den Bosch                      | Edwige Lemoine       |
| Norbert                      | Joel McHale        | Jonathan Demoor                            | Emmanuel Garijo      |
| Thurman Sanchez              | Wilmer Valderrama  | Joost Claes                                | Boris Rehlinger      |
| Norm                         | Colby Lopez        | Rico Verhoeven                             | José Luccioni        |
| Gizmo                        | Damon Wayans Jr.   | Joey Schalker                              | Alexis Victor        |
| Bella                        | Olivia Holt        | Priscilla Knetemann                        | Diane Dassigny       |
| Tippy                        | Carlos Pena Jr.    | Dieter Spileers                            | Vincent Ropion       |
| Caramel                      | Harland Williams   | Kevin Hassing                              | Jérôme Pauwels       |
| Otis                         | Conrad Vernon      | Philippe Bernaerts                         | Vincent Desagnat     |
| Snoop                        | Calvin Broadus Jr. | Leendert Roelandschap Johannes Faes        | Lucien Jean-Baptiste |
| Snooppette (Snoop's dochter) | Cori Broadus       | Fé van Kessel Liesbeth De Wolf             | Jeanne-Marie Ducarre |
| Nutty Squirrel               | Dee Bradley Baker  | Florus van Rooijen                         | Sébastien Desjours   |
| James                        | Kevin Chamberlin   | Reinder van der Naalt                      | Philippe Catoire     |
| Mr. MacBain (notaris)        | Jim Cummings       | Frans Limburg                              | Bruno Magne          |
| Pauly (pizzabakker)          | Jim Cummings       | Daan van Rijssel                           | Frédéric Souterelle  |
| Huisbaas                     | Manny Guevara      | Daan van Rijssel                           | Marc Perez           |
| Sarah Vanderwhoozie          | Betty White        | Maria Lindes                               | Cathy Cerda          |
| Ludo Lefebvre                | zichzelf           | Dieter Spileers                            | Michael Aragones     |
| Jason Mraz                   | zichzelf           | Joey Schalker                              | Marc Perez           |
| Cesar Millan                 | zichzelf           | Wiebe-Pier Cnossen                         | Laurent Morteau      |

De overige stemmen in de originele versie werden ingesproken door o.a. Jessica Acevedo, Maile Flanagan, Kate Higgins, Michelle Ruff, Keith Silverstein, Fred Tatasciore en Kirk Thornton.
De overige stemmen in de Nederlandse/Vlaamse versie werden ingesproken door o.a. Sandra Kwint, Mats van Heusden en Dimitri Stolk. De Nederlandse/Vlaamse nasynchronisatie werd opgenomen bij Iyuno Netherlands, vertaald door Florus van Rooijen en geregisseerd door Dimitri Stolk.
De overige stemmen in de Franse versie werden ingesproken door o.a. Romain Altche en Kers Calixte.